# Kévin Malpon
Kevin Edwing Malpon (Le Lamentin, 1º marzo 1996) è un calciatore francese, centrocampista del Canet Roussillon.

## Carriera

### Club
Ha giocato nella massima serie ceca.

### Nazionale
Nel 2014 ha esordito in nazionale; in seguito viene convocato per la CONCACAF Gold Cup 2021.

## Statistiche

### Presenze e reti nei club
Statistiche aggiornate al 19 novembre 2021.
| Stagione              | Squadra               | Campionato            | Campionato | Campionato | Coppe nazionali | Coppe nazionali | Coppe nazionali | Coppe continentali | Coppe continentali | Coppe continentali | Altre coppe | Altre coppe | Altre coppe | Totale | Totale |
| Stagione              | Squadra               | Comp                  | Pres       | Reti       | Comp            | Pres            | Reti            | Comp               | Pres               | Reti               | Comp        | Pres        | Reti        | Pres   | Reti   |
| --------------------- | --------------------- | --------------------- | ---------- | ---------- | --------------- | --------------- | --------------- | ------------------ | ------------------ | ------------------ | ----------- | ----------- | ----------- | ------ | ------ |
| 2014-2015             | Mladá Boleslav        | 1L                    | 0          | 0          | CRC             | 0               | 0               | UEL                | 0                  | 0                  |             | -           | -           | 0      | 0      |
| 2015-2016             | Mladá Boleslav        | 1L                    | 6          | 0          | CRC             | 5               | 0               | UEL                | 1                  | 0                  |             | -           | -           | 12     | 0      |
| lug.-dic. 2016        | Mladá Boleslav        | 1L                    | 1          | 0          | CRC             | 0               | 0               | UEL                | 0                  | 0                  |             | -           | -           | 1      | 0      |
| Totale Mladá Boleslav | Totale Mladá Boleslav | Totale Mladá Boleslav | 7          | 0          |                 | 5               | 0               |                    | 1                  | 0                  |             | -           | -           | 13     | 0      |
| 2018-feb. 2019        | Versailles            | N3                    | 15         | 0          | CF              | 2               | 0               |                    | -                  | -                  |             | -           | -           | 17     | 0      |
| feb.-apr. 2019        | Vereja                | 1L                    | 0          | 0          |                 | -               | -               |                    | -                  | -                  |             | -           | -           | 0      | 0      |
| 2019-2020             | Versailles            | N3                    | 12         | 0          | CF              | 3               | 0               |                    | -                  | -                  |             | -           | -           | 15     | 0      |
| Totale carriera       | Totale carriera       | Totale carriera       | 34         | 0          |                 | 10              | 0               |                    | 1                  | 0                  |             | -           | -           | 45     | 0      |

### Cronologia presenze e reti in nazionale
| Cronologia completa delle presenze e delle reti in nazionale ― Guadalupa | Cronologia completa delle presenze e delle reti in nazionale ― Guadalupa | Cronologia completa delle presenze e delle reti in nazionale ― Guadalupa | Cronologia completa delle presenze e delle reti in nazionale ― Guadalupa | Cronologia completa delle presenze e delle reti in nazionale ― Guadalupa | Cronologia completa delle presenze e delle reti in nazionale ― Guadalupa | Cronologia completa delle presenze e delle reti in nazionale ― Guadalupa | Cronologia completa delle presenze e delle reti in nazionale ― Guadalupa |
| Data                                                                     | Città                                                                    | In casa                                                                  | Risultato                                                                | Ospiti                                                                   | Competizione                                                             | Reti                                                                     | Note                                                                     |
| ------------------------------------------------------------------------ | ------------------------------------------------------------------------ | ------------------------------------------------------------------------ | ------------------------------------------------------------------------ | ------------------------------------------------------------------------ | ------------------------------------------------------------------------ | ------------------------------------------------------------------------ | ------------------------------------------------------------------------ |
| 17-4-2014                                                                | Les Abymes                                                               | Guadalupa                                                                | 3 – 2                                                                    | Guyana francese                                                          | Amichevole                                                               | -                                                                        |                                                                          |
| 19-4-2014                                                                | Les Abymes                                                               | Guadalupa                                                                | 0 – 1                                                                    | Martinica                                                                | Amichevole                                                               | -                                                                        |                                                                          |
| 23-6-2021                                                                | Fort-de-France                                                           | Martinica                                                                | 1 – 2                                                                    | Guadalupa                                                                | Amichevole                                                               | -                                                                        |                                                                          |
| 3-7-2021                                                                 | Fort Lauderdale                                                          | Guadalupa                                                                | 2 – 0                                                                    | Bahamas                                                                  | Qual. Gold Cup 2021                                                      | -                                                                        |                                                                          |
| 6-7-2021                                                                 | Fort Lauderdale                                                          | Guatemala                                                                | 1 – 1 dts (9 - 10 dtr)                                                   | Guadalupa                                                                | Qual. Gold Cup 2021                                                      | -                                                                        |                                                                          |
| 12-7-2021                                                                | Orlando                                                                  | Costa Rica                                                               | 3 – 1                                                                    | Guadalupa                                                                | Gold Cup 2021 - 1º turno                                                 | -                                                                        |                                                                          |
| 16-7-2021                                                                | Orlando                                                                  | Guadalupa                                                                | 1 – 2                                                                    | Giamaica                                                                 | Gold Cup 2021 - 1º turno                                                 | -                                                                        |                                                                          |
| 20-7-2021                                                                | Houston                                                                  | Suriname                                                                 | 2 – 1                                                                    | Guadalupa                                                                | Gold Cup 2021 - 1º turno                                                 | -                                                                        |                                                                          |
| Totale                                                                   |                                                                          | Presenze                                                                 | 8                                                                        |                                                                          | Reti                                                                     | 0                                                                        |                                                                          |

## Palmarès

### Club

#### Competizioni nazionali
- Coppa della Repubblica Ceca: 1

Mladá Boleslav: 2015-2016